# Лейбер, Фриц
Фриц Ро́йтер Ле́йбер-младший (англ. Fritz Reuter Leiber Jr.; 24 декабря 1910 года, Чикаго, Иллинойс, США — 5 сентября 1992 года, Лондон, Онтарио, Канада) — американский писатель-фантаст.

## Биография
Предки Лейбера были немецкими эмигрантами. В связи с этим писатель настаивал, что его фамилию следует произносить как Лайбер . Он родился в семье актёров. Отец — Фриц Ройтер Лейбер-старший, мать — Вирджиния Лейбер (урождённая Бронсон).
Выпускник Чикагского университета (штат Иллинойс). Актёр и участник театрального движения.
Первая научно-фантастическая публикация — вышедший в 1939 году в журнале Джона Кэмпбелла Unknown рассказ «Два искателя приключений» (англ. Two Sought Adventure), персонажи которого — Фафхрд и Серый Мышелов — стали героями многих будущих книг Лейбера.
До первой публикации в журнале Фриц Лейбер предлагал для публикации два коротких рассказа, однако ими никто не заинтересовался. В этот момент Лейберу помог его друг по колледжу Гарри Отто Фишер, озвучивший идею про Фафхрда, Серого Мышелова и мира, в котором они живут — Нехвон. Первый рассказ из будущего цикла Лейбер отправил Говарду Лавкрафту и получил от него весьма благожелательный отклик. Лавкрафт послал рассказ начинающего автора Роберту Блоху и Генри Каттнеру. В 1937 году Роберт Блох посетил Лос-Анджелес и Генри Каттнер познакомил его с Фрицем Лейбером. Эта встреча положила начало их многолетней дружбе.
В 1943 году Фриц Лейбер написал свой самый известный роман ужасов «Ведьма», получивший значительный успех. Сюжет романа основывался на реальном опыте Лейбера, преподававшего актёрское мастерство и драматургию в кампусе Университета Западного Лос-Анджелеса (University of West Los Angeles, UWLA) в 1941-1942 годах. В романе рассказывается о молодой женщине, знающей, что в университетском городке практикуется колдовство и использующей познания в сверхъестественном для защиты своего сомневающегося мужа. Роман был несколько раз экранизирован, а сама идея не раз использовалась в сериалах и литературных произведениях.
В это же время, с конца 1943 года по начало 1944 года, Фриц Лейбер устроился в авиастроительную компанию Douglas Aircraft на должность инспектора по контролю качества. Проработав там до окончания Второй мировой войны, он вернулся в Чикаго, где устроился на должность помощника редактора журнала Science Digest. В этом журнале он проработал до 1956 года, уволившись в тот момент, когда понял, что может прокормить семью, занимаясь исключительно литературной деятельностью. В 1958 году Лейберы вернулись в Лос-Анджелес.
В 1960-е годы Фриц Лейбер пишет произведения, в определённой степени подражая Говарду Лавкрафту. В 1969 году умирает жена Лейбера, Джонквил. Душевные страдания писателя послужили основой для нового романа «Богоматерь Тьмы». По сюжету романа писатель литературы ужасов Франц Вестерн должен разобраться со смертью жены и излечиться от алкоголизма. Роман имеет явный автобиографический характер.
После переезда семьи Лейберов в Калифорнию, Фриц Лейбер длительное время испытывал финансовые затруднения, несмотря на успешную литературную карьеру. Это было связано с тем, что он зачастую продавал права на экранизацию своих произведений за незначительные суммы, не получал гонорары с показов фильмов и не копил денежные средства. Улучшению его финансового положения способствовали гонорары от  TSR, Inc., создавшей популярную настольную игру «Dungeons & Dragons» на основе саги «Фафхрд и Серый Мышелов».
В 1992 году (последний год жизни писателя) Фриц Лейбер женился во второй раз на Маргарет Скиннер, поэтессе и журналистке, с которой был знаком более двадцати лет.
Фриц Лейбер умер в результате нервного напряжения и переутомления 5 сентября 1992 года, возвращаясь домой с научно-фантастического конвента, проходившего в американском городе Лондон.
Литературное творчество Фрица Лейбера было отмечено шестью премиями «Хьюго» и четырьмя «Небьюла». В 1980 году его удостоили высшей наградой американских писателей-фантастов — званием грандмастера. В 2001 году Фриц Лейбер был посмертно внесён в «Зал славы научной фантастики и фэнтези» за огромный вклад в развитие жанра.
Автор сатирических романов «Зелёное тысячелетие» (англ. The Green Millennium, 1953), «Серебряные яйцеглавы» (англ. The Silver Eggheads, 1961), «Призрак бродит по Техасу» (англ. A Spectre is Haunting Texas, 1969) и др.

### Романы
- «Ведьма» (англ. Conjure Wife, 1943)
- «Сгущайся, тьма!» (англ. Gather, Darkness!, 1943)
- «Время Судьба 3» (англ. Destiny Times Three, 1945)
- «Зелёное тысячелетие» (англ. The Green Millennium, 1953)
- «Большое время» (англ. The Big Time, 1958)

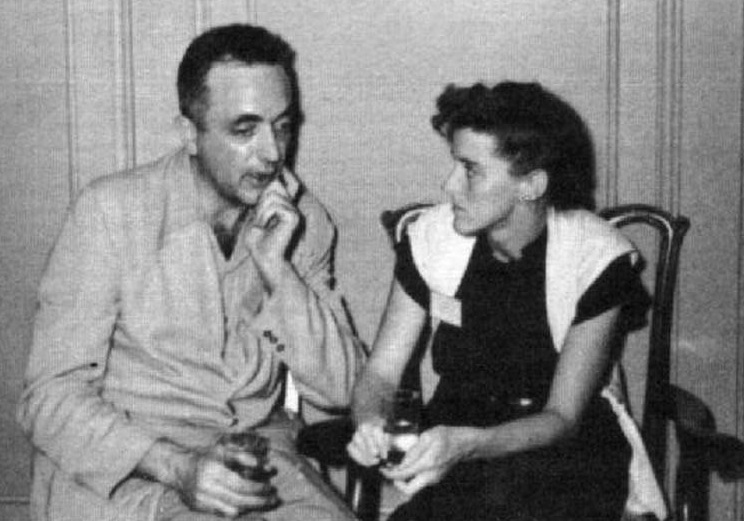
Фриц Лейбер и Кэтрин Маклин (1952)

- «Серебряные яйцеглавы» (англ. The Silver Eggheads, 1961)
- «Странник» (англ. The Wanderer, 1964)
- «Призрак бродит по Техасу» (англ. A Spectre is Haunting Texas, 1969)
- «Богоматерь Тьмы»[англ.] (англ. Our Lady of Darkness, 1977)

### Рассказы
- Серия приключенческих рассказов «Фафхрд и Серый Мышелов» (англ. Fafhrd and Gray Mouser). История создания цикла отражена в эссе «Фафхрд и я» (1975).

## Экранизации произведений
- Ночь орла (англ. Night of the Eagle, 1962)
- Девушка с голодными глазами (англ. The Girl with the Hungry Eyes, 1995)

## Награды
Лауреат 6 премий «Хьюго» и 4 премий «Небьюла». В 1981 году признан «Великим мастером» фантастической литературы.

## Переводы
В России получил известность после публикации цикла повестей и рассказов о жителях воображаемого города Ланкмара «Сага о Фафхрде и Сером Мышелове». Инициаторами издания русского перевода сборника «Мечи против колдовства» (1992) выступили петербургский издатель Вадим Назаров, редактор и переводчик Геннадий Белов.